# Graphomya eustolia
Graphomya eustolia är en tvåvingeart som först beskrevs av Walker 1849.  Graphomya eustolia ingår i släktet Graphomya och familjen husflugor. Inga underarter finns listade i Catalogue of Life.

## Bildgalleri

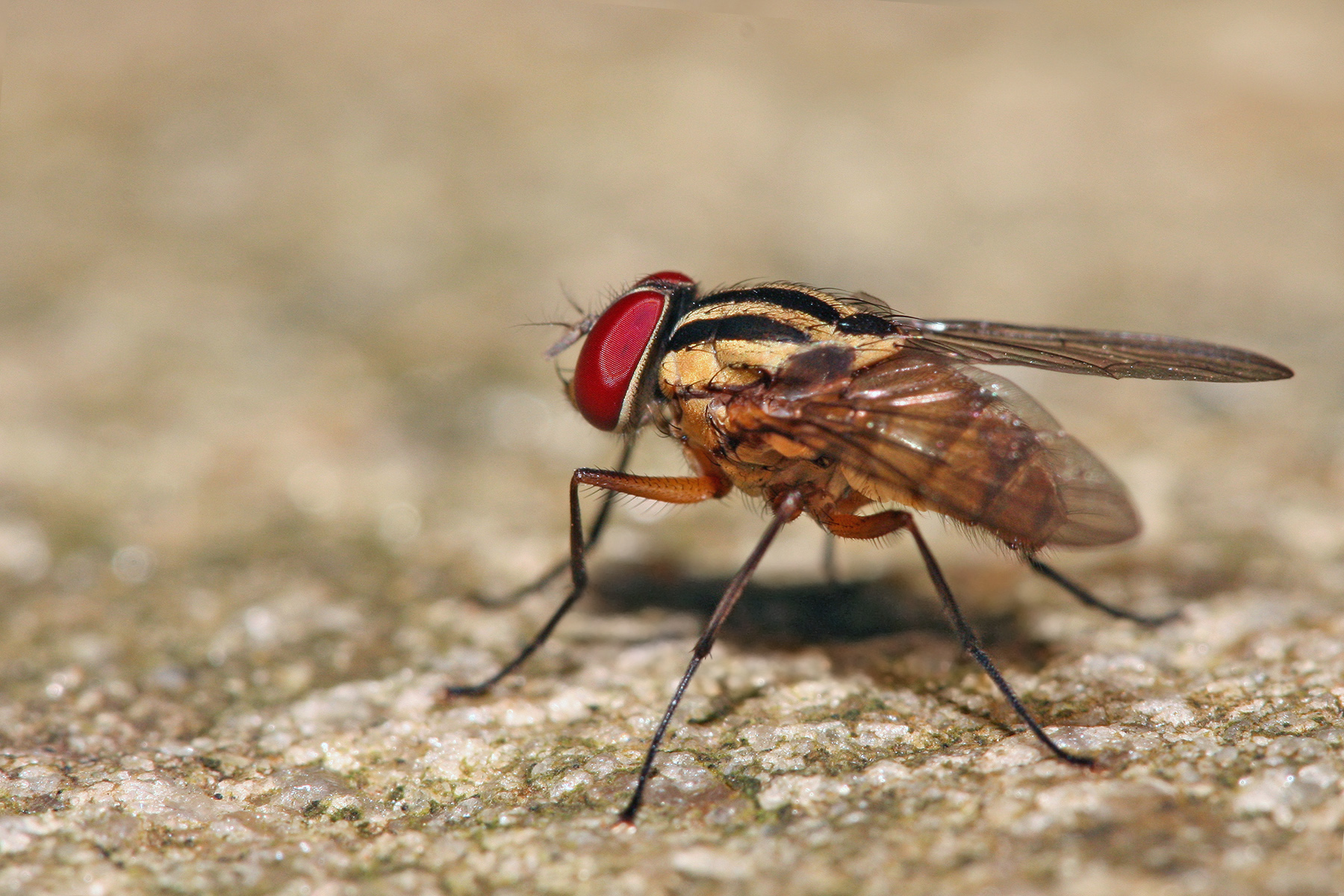